# شهرستان زاندا
شهرستان زاندا (به تبتی: རྩ་མདའ་རྫོང་།	، نویسه‌گردانی «ویلی»: rtsa mda' rdzong، پین‌یین تبتی: Zanda Zong)(به چینی: 札达县، به پین‌یین: Zhádá Xiàn) یک شهرستان در چین است که در ولایت نگاری واقع شده‌است.